# Alois Anton Führer

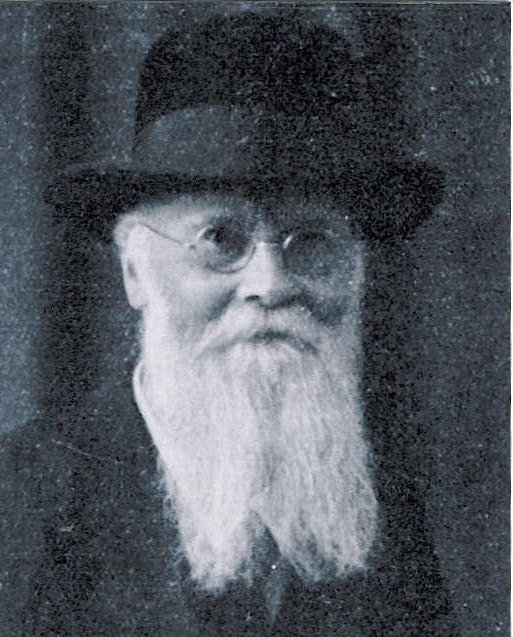
Alois Anton Führer

Alois Anton Führer (* 26. September 1853 in Limburg an der Lahn; † 5. November 1930 in Binningen, Schweiz) war ein deutscher Indologe, der zeitweise im Dienst des von den Briten gegründeten Archaeological Survey of India stand. Bei einer Expedition nach Nepal gelang ihm die Wiederentdeckung von Lumbini, dem Geburtsort Siddharta Gautamas, des späteren Buddha. Führer wurde jedoch als Plagiator und Fälscher entlarvt, so dass sein Gesamtwerk ins Zwielicht geriet.

## Biografie
Führer besuchte das Gymnasium in Montabaur. Von 1874 bis 1879 studierte er katholische Theologie und orientalische Sprachen in Würzburg, London und Wien; im Jahr 1879 promovierte er an der Universität Würzburg über ein Thema der Sanskrit-Philologie. Von 1881 bis 1884 unterrichtete er am vom Jesuitenorden geleiteten St. Xavier College in Bombay. In den Jahren von 1884 bis 1899 war er Kustos des Provinz-Museums von Lucknow, dessen Sammlung und Präsentation er binnen kurzer Zeit deutlich verbesserte, so dass er als Mitarbeiter des Archaeological Survey of India berufen wurde. Im Jahr 1896 unternahm er eine Forschungsexpedition in den Süden Nepals, wo er eine Ashoka-Säule freilegte, deren Inschrift den Ort als Lumbini, den Geburtsort Buddhas, auswies.
Zwei Jahre später fiel er wegen von ihm selbst zugegebener Fälschungs- und Plagiatsvorwürfe in Ungnade, jedoch verblieb er noch einige Zeit in Indien. Im Jahr 1889 heiratete er Annie Julia Hood; eine zweite Ehe ging er 1911 mit Hedwig Walther ein.

## Religion
Führer war Katholik und betätigte sich in Indien sogar als Priester. Im Jahr 1887 wurde er Anglikaner an, doch wandte er sich auch dem Buddhismus zu. Nach seiner Rückkehr nach Deutschland und seiner Übersiedlung in die Schweiz betätigte er sich von 1906 bis 1930 als Pfarrer der Christkatholischen Kirche in Binningen.

## Veröffentlichungen (Auswahl)
- Darstellung der Lehre von den Schriften in Brihaspati’s Dharmaçâstra. Ein Beitrag zum Schriftwesen im alten Indien. Leipzig 1879 (= Dissertation; Digitalisat).
- List of Christian tombs and monuments of archaeological or historical interest and their inscriptions in the North-Western Provinces and Oudh. Allahabad 1896 (Digitalisat).
- Monography on Buddha Shakyamuni’s Birth-Place in the Nepalese Tarai. Allahabad 1897 (Digitalisat).
- Śrīharṣacaritamahākāvyam - Bāṇabhaṭṭa’s biography of King Harshavardhana of Sthāṇīśvara with Śaṅkara's commentary, Saṅketa. Bombay 1909 (Digitalisat).